# Massaker von Hula (Libanon)
Koordinaten: 33° 13′ 0″ N, 35° 31′ 0″ O
Das Massaker von Hula ereignete sich im Zeitraum zwischen dem 30. Oktober und 1. November 1948 in Hula (arabisch حولا Ḥūlā), einem Dorf im südlichen Libanon.
Am 24. Oktober 1948 wurde während des israelischen Unabhängigkeitskrieges das Dorf von einer Einheit des Bataillons 22 der „Carmeli“-Brigade der IDF besetzt. Die Einheit hatte zuvor schwere Verluste erlitten, der Kommandant und sein Stellvertreter waren getötet worden und deren Nachfolger hatten ihr Kommando erst seit wenigen Tagen. Gegenwehr im Dorf hatte es keine gegeben, die männlichen Einwohner des Dorfes hatten sich ergeben und baten, in ihren Häusern bleiben zu dürfen.
Zwischen dem 30. Oktober und 1. November wurden die in ein Haus gesperrten männlichen Dorfbewohner ab Alter 15 (zwischen 35 und 58 Personen) von Offizieren der Einheit erschossen und das Haus mit ihren Leichen anschließend gesprengt.
Als Motiv für das Vorgehen wurde Rache für das damals etwa zehn Monate zurückliegende Massaker in der Ölraffinerie von Haifa vom 30. Dezember 1947 angegeben.
In Folge wurde der kommandierende Offizier Shmuel Lahis angeklagt und am 17. Juli 1949 zu sieben Jahren Gefängnis verurteilt. Am 20. April 1950 erhielt er eine Amnestie des Militärgerichts und am 29. Juli 1955 eine vollständige Amnestie durch den damaligen israelischen Präsidenten Jizchak Ben Zwi. Ab 1961 arbeitete Shmuel Lahis für die Jewish Agency, die israelische Immigrationsorganisation, deren Generalsekretär er 1978 wurde.